# Арин-Берд

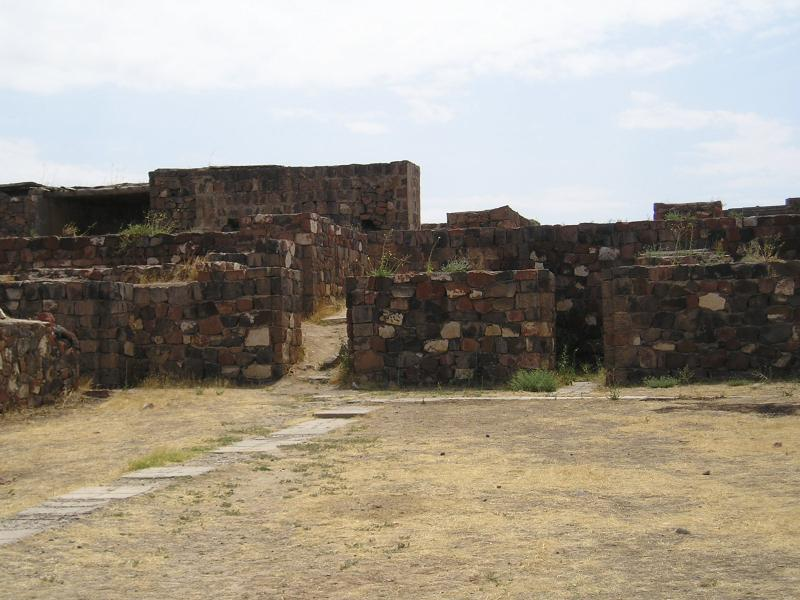
Остатки крепостных стен Эребуни на холме Арин-Берд

Арин-Берд (Арин-берд, Аринберд, арм. Արին բերդ) — холм, расположенный на юго-восточной окраине Еревана в Армении. На Арин-Берде обнаружены остатки древнего поселения Эребуни.
Впервые холм Арин-Берд привлёк внимание учёных в 1894 году, когда российский учёный А. А. Ивановский приобрёл у жителя окрестного села камень с урартской клинописью. Местный житель утверждал, что нашёл его в 1879 году на холме Арин-Берд. Рисунок и приблизительный перевод надписи был вскоре опубликован М. В. Никольским. Надпись на камне сообщала, что на этом месте урартский царь Аргишти I построил зернохранилище «ёмкостью 10100 капи». Однако, лишь в 1950 году на холме начались археологические раскопки, которые привели к открытию древнего урартского города Эребуни, построенного Аргишти I в 782 году до н. э., в качестве опорного пункта для закрепления урартов в Араратской долине. Археологические раскопки дали ценные результаты по изучению истории Урарту.
Точная этимология название холма — «Кровавая крепость» — остаётся неизвестной, однако название не связано с какими-либо трагическими событиями урартского периода. Вероятно, что слово «крепость» относится к Эребуни, а слово «Кровавая» могло возникнуть в связи с тем, что на Арин-Берде в течение столетий после того, как Эребуни был заброшен, росли красные маки.